# Homestead Meadows South
Homestead Meadows South és una concentració de població designada pel cens dels Estats Units a l'estat de Texas. Segons el cens del 2009 tenia 10.901 habitants.

## Demografia
Segons el cens del 2000, Homestead Meadows South tenia 6.807 habitants, 1.512 habitatges, i 1.439 famílies. La densitat de població era de 784,5 habitants per km².
Dels 1.512 habitatges en un 71,2% hi vivien nens de menys de 18 anys, en un 75,5% hi vivien parelles casades, en un 14,9% dones solteres, i en un 4,8% no eren unitats familiars. En el 4% dels habitatges hi vivien persones soles l'1,3% de les quals corresponia a persones de 65 anys o més que vivien soles. El nombre mitjà de persones vivint en cada habitatge era de 4,5 i el nombre mitjà de persones que vivien en cada família era de 4,6.
Per edats la població es repartia de la següent manera: un 42,2% tenia menys de 18 anys, un 11,1% entre 18 i 24, un 28,9% entre 25 i 44, un 14% de 45 a 60 i un 3,8% 65 anys o més.
L'edat mediana era de 22 anys. Per cada 100 dones de 18 o més anys hi havia 89,7 homes.
La renda mediana per habitatge era de 27.615$ i la renda mediana per família de 27.044$. Els homes tenien una renda mediana de 18.670$ mentre que les dones 13.333$. La renda per capita de la població era de 6.709$. Aproximadament el 25,3% de les famílies i el 26,7% de la població estaven per davall del llindar de pobresa.

## Poblacions més properes
El següent diagrama mostra les poblacions més properes.